# Kaira tulua
Kaira tulua là một loài nhện trong họ Araneidae.
Loài này thuộc chi Kaira. Kaira tulua được Herbert Walter Levi miêu tả năm 1993.